# مبدل انرژی کشندی
مبدل انرژی کشندی یا مبدل انرژی جریان جزر و مدی (به انگلیسی: tidal energy converter) که به اختصار TEC گویند با نام‌هایی چون مولد الکتریکی (ژنراتور) جریان جزر و مدی (به انگلیسی: Tidal stream generator) یا توربین جزر و مدی نیز شناخته شده‌است؛ دستگاهی است که انرژی را از جابجایی توده‌های آب، به ویژه انرژی جزر و مدی استخراج می‌کند. گرچه این دستگاه به عنوان استخراج انرژی از جریان جزر و مد اصطلاح شده‌است ولی به‌طور کلی برای استخراج انرژی از رودخانه یا انرژی جریان اقیانوسی بکار برده می‌شود. انواع خاصی از این ماشین‌آلات بسیار شبیه به توربین‌های بادی هستند که در زیر آب استفاده می‌شوند بنابراین اغلب به عنوان توربین‌های جزر و مدی نیز شناخته می‌شوند.
این دستگاه‌ها اولین بار در اواسط ۱۹۷۰ و پس از بحران نفت توجهات را به خود جلب کرد. در بین سه روش اصلی تولید برق از جزر و مد، مولد الکتریکی جریان جزر و مدی ارزان‌ترین روش است و کمترین آسیب به محیط زیست دریایی می‌رساند.

## انواع مبدل‌های جزر و مدی
هیچ استانداردی نیست که بهترین ژنراتور جریان جزر و مدی را در میان انواع طرح‌های مختلف، معرفی کند.
چندین مدل اولیهٔ (prototype) دستگاه‌ها نشان می‌دهد که بسیاری از شرکت‌ها ادعاهای جسورانه‌ای دارند که برخی از آن‌ها تاکنون به‌طور مستقل تأیید شده‌اند اما عملکرد آن‌ها به منظور به صورت تجاری و ایجاد بازدهی و نرخ بازگشت سرمایه‌گذاری در بلند مدت بررسی نشده‌است. مرکز انرژی دریایی اروپا (EMEC)، شش نوع اصلی از مبدل‌های انرژی جزر و مدی را به رسمیت می‌شناسد. آن‌ها توربین محور افقی، توربین محور عمودی، هیدروفویل‌های نوسانی (متحرک)، دستگاه‌های ونتوری، پیچ ارشمیدس و کایت‌های جزر و مدی هستند.

## توربین‌های محوری (ژنراتور جریان جزر و مدی)
همچنین ببینید: مبدل انرژی سی‌ژن و می‌ژن
توربین‌های محوری شامل توربین محور افقی و توربین محور عمودی است. این فناوری به مفهوم انرژی بادی نزدیک هستند با این تفاوت که در زیر دریا عمل می‌کنند. از آنجایی که این مبدل‌های انرژی شامل یک توربین و یک ژنراتور هستند، معمولاً به عنوان ژنراتور جزر و مدی (و یا با نام کمتر شناخته شده توربین جزر و مدی) نامیده می‌شوند. مبدل‌های انرژی جزر و مدی سی‌ژن و می‌ژن از این نوع هستند.

## توربین‌های جریان متقاطع
توربین‌های جریان متقاطع توسط جرج دارییس در سال ۱۹۲۳ طراحی و در سال ۱۹۲۹ اختراع شد. این توربین‌ها را می‌توان به صورت عمودی یا افقی مستقر کرد. توربین مارپیچی (حلزونی) گورلف یک نوع توربین آبی است که از طراحی توربین دارییس به وجود می‌آید و با تغییر دادن تیغه‌ها به تیغه‌های مارپیچی می‌چرخد. توربین گورلف شامل یک طرح مارپیچ در مقیاس بزرگ است که به صورت تجاری در کره جنوبی آزمایش شد و از یک نیروگاه ۱ مگاواتی (از مه ۲۰۰۹) به ۹۰ مگاوات در سال ۲۰۱۳ گسترش یافت.

## توربین جریان تقویت شده
با به‌کارگیریِ تقویت جریان، به عنوان مثال یک کانال (داکت) یا یک پوشش، قدرت جریان ورودی به توربین را می‌توان افزایش داد.
متداول‌ترین روش برای افزایش قدرت جریان، استفاده از یک پوشش به منظور افزایش سرعت جریان ورودی به توربین است که می‌تواند محوری یا متقاطع باشد.
شرکت استرالیایی Tidal Energy Pty Ltd آزمایش‌های موفقیت‌آمیز توربین‌های جزر و مدی در سال ۲۰۰۰ در گلد کوست واقع در کوئینزلند انجام داد. این شرکت، توربین پوشیده‌شده خود را در شمال استرالیا نصب کرد که در آن سریع‌ترین جریان‌های ثبت شده (۱۱ متربرثانیه) یافت می‌شود. دو توربین کوچک با مجموع ظرفیت تولید ۳٫۵ مگاوات، انرژی را تأمین می‌کنند. یک نمونه آب شیرین‌کن در نزدیکی بریزبن استرالیا طراحی شده‌است که در آن یکی توربین بزرگتر با قطر پره ۵ متر در جریان‌هایی با سرعت ۴ متربرثانیه قادر به تولید ۸۰۰ کیلووات است.

## دستگاه‌های نوسانگر (متحرک)
دستگاه نوسانگر اجزای چرخشی ندارند و به جای آن بال‌های آیرودینامیک استفاده می‌کنند که جریان را تحت فشار قرار داده و به یک سو حرکت می‌کند. در سال ۲۰۰۳ یک دستگاه هیدرولیکی نوسانگر (به نام Stingray) با ظرفیت تولید ۱۵۰ کیلووات در ساحل اسکاتلند آزمایش شد.
نوسانگر Stingray با استفاده از هیدروفویل، نوسان ایجاد کرده و باعث تولید قدرت هیدرولیکی می‌شود. سپس این نیروی هیدرولیکی برای موتور هیدرولیکی استفاده می‌شود که پس از آن در ژنراتور، برق تولید می‌شود. نوسانگر Pulse Tidal یک وسیله ارتعاشی نوسان‌کننده در حوضه هامبر است. پس از تأمین بودجهٔ مالی اتحادیه اروپا در مقیاس تجاری راه‌اندازی شد.

## اثر ونتوری
همچنین ببینید: اثر ونتوری
دستگاه‌های اثر ونتوری از یک پوشش یا کانال برای تولید اختلاف فشار استفاده می‌شود که برای اجرای یک سیستم هیدرولیکی ثانویه بکار گرفته می‌شود و از آن برق تولید می‌شود.

## توربین‌های کایتی جزر و مدی
توربین کایتی جزر و مدی یک سیستم کایتی شکل زیر آب است یا پاراوان است که از طریق جریان جزر و مدی حرکت می‌کند و انرژی جزر و مدی را به برق تبدیل می‌کند. حدود ۱ درصد از نیازهای انرژی جهان در سال ۲۰۱۱ می‌تواند توسط این دستگاه‌ها تولید شود. کایت Minesto دارای طول بال ۸–۱۴ متر است. کایت به صورت شناور خنثی است، بنابراین غرق نمی‌شود. هر یک از کایت‌ها با یک توربین بدون دنده برق تولید می‌کند که توسط کابل به ترانسفورماتور و سپس به شبکه برق منتقل می‌شود. نسخه ۱۴ متری دارای قدرت نامی ۸۵۰ کیلووات با سرعت ۱٫۷ متر در ثانیه است.

### نحوه عملکرد
کایت توسط یک کابل به یک نقطه ثابت وصل شده‌است. این «پرواز» (یا پرش) را از طریق حمل جریان توربین انجام می‌دهد. این باعث می‌شود که سرعت جریان آب از طریق توربین به ۱۰ برابر افزایش یابد.
نیرو با مکعب سرعت افزایش می‌یابد که باعث می‌شود تولید انرژی ۱۰۰۰ برابر بیشتر از یک ژنراتور ثابت باشد. این مانور به این معنی است که کایت می‌تواند در جریان‌های جزر و مدی که به آرامی حرکت می‌کنند، برای حرکت دستگاه‌های جزر و مدی مثل توربین سی‌ژن کار کنند. انتظار می‌رفت که کایت در جریان‌های کم، ۱ تا ۲٫۵ متر بر ثانیه کار کند در حالی‌که دستگاه‌های نسل اول نیاز به سرعت بیش از ۲٫۵ ثانیه دارند. هر کایت ظرفیت تولید ۱۵۰ تا ۸۰۰ کیلووات دارد. آن‌ها را می‌توان در عمق‌های ۵۰ تا ۳۰۰ متر قرار داد.